# Don
A Don – ókori szkíta neve görögösen Tanaisz (Ταναις); oroszul Дон [Don] – Oroszország egyik folyója. Vízgyűjtő területét tekintve az európai országrész harmadik legnagyobb folyója a Volga és a Káma után.
A Don-kanyarnak a magyar hadtörténet szempontjából van kiemelkedő jelentősége.

## Földrajz
A Közép-orosz-hátság északi részén ered. A Tulai, a Lipecki, a Voronyezsi, a Rosztovi és a Volgográdi területen folyik keresztül, és Rosztov-na-Donu alatt, 340 km² területű deltát képezve, ömlik az Azovi-tenger Taganrogi-öblébe. Medrét Kalacs városától 190 km-en át az 1952-ben elkészült, 2600 km² területű Cimljanszki-víztározó alkotja.
Alföldi jellegű folyó, esése kicsi, sok kisebb-nagyobb kanyart alkot. Árterülete széles, az alsó szakaszon néhol eléri a 12–15 km-t. A folyó csaknem teljes hosszúságában a jobb oldali partfal magas, a bal part menedékes, lapos. Alsó szakaszán a folyó esése rendkívül csekély, folyása nagyon lassú („Csendes Don”).
Vízgyűjtő medencéje az erdős puszta és a füves puszta övezetében fekszik, ahol kevés a csapadék, ezért vízhozama – a nagy északi folyókhoz viszonyítva – igen kicsi, mindössze 935 m³/s. Az éves vízmennyiség 70%-a a tavaszi áradáskor vonul le. A folyó december elején befagy, és az alsó szakaszon kb. 3 hónap után, a felsőn jóval később enged fel.
A Don nagy része, a torkolattól kb. 1600 km-ig hajózható. Nyáron a sok zátony miatt a megfelelő mélységet kotrással biztosítják.
A Don és a Volga között Kalacsnál 1952-ben megépült hajózható csatorna a Dont is bekapcsolta a Balti-, Kaszpi- és Fehér-tengert összekötő vízi utak rendszerébe.

## Az ókori Tanaisz
Ókori görög forrásokban a Don folyó szkíta neve (görögösen) Tanaisz. Vékony Gábor, a rovásírás egyik szakértője, magyar őstörténet-kutató – Hérodotosz, görög történetíró tudósításával ellentétben – másként képzeli el a Don vidékének földrajzi leírását.
Hérodotosz az Olbia városából – Vékony szerint ma Ocsakiv a Dnyeper-öböl bejáratánál – az Urál felé haladó karavánutat leírva elmondja, hogy kelet felé, a Tanaiszon átkelve a szauromaták földje következik. Olyan terület, melyen sem gyümölcstermő, sem vadon tenyésző fa nem nő. E vidéken, a Maiotisztól észak felé, 15 nap járóföldnyi területen laknak a szauromaták, azután pedig a budinok, majd az Oarosz folyón túl 7 nap járóföldnyi pusztaság következik, s a thüsszageták lakóhelye.
Egy másik helyen Hérodotosz elmondja, hogy észak felől, a thüsszageták földjéről négy folyó igyekszik a Maiotisz felé: a Lükosz, az Oarosz, a Tanaisz és a Hürgisz vagy Szürgisz.
Vékony Gábor szerint nevezett folyók ekképpen azonosíthatók: 1) a Donyec felső folyása az Oszkol torkolatáig, 2) az Oszkol és a Donyec az Ajdar torkolatáig, 3)  az Ajdar és a Donyec a Donig, 4) a Don. A Don torkolatvidékéhez nagyjából észak felől érkező „nagyobb folyó”, melynek mindkét partján pusztai növényzet tenyészik, valóban, a Donyec–Ajdar együttese.
Vékony állítását – erősíti meg Róna-Tas András – alátámasztják a növényföldrajzi adatok, feltéve, hogy a szauromaták lakóhelyét a füves pusztára, és nem a félsivatagba akarjuk helyezni. Egyrészt a torkolatánál a Don kelet felől folyik, azon átkelni tehát dél felé lehet. Kelet felé hamar véget ér a füves puszta, és a félsivatag következik, a Don–Manyics–Volga által határolt területen. A füves puszta övezete dél felé, a Manicstól délre, a Kubányig terjed, észak felé pedig a Don jobb partján található. A pusztai övezet azután a Volga–Don-megközelítéstől északra kiterjed a Volgától keletre eső területekre is.
A Tanaisz név – Vékony állítása szerint – eredetileg Danaid volt, s e szó gyöke, a dan-, folyót jelent (avesztai dánu, oszét don). Az -aid–awed szóelem viszont azonosítható az Ajdar nevének első szótagjával. A Dnyeper és a Dnyeszter neve is, teszi még hozzá Vékony, hasonló alapból vezethető le.
A szóban forgó névnek azonban nem kell iráni eredetét feltételezni – folytatja Vékony –, mivel az ótörök teŋ középtörök ten és tin fejleményei is ugyanehhez az eredményhez vezetnek.

## Jelentősebb mellékfolyói
- Jobbról a Szoszna, a Csir és a Donyec.
- Balról a Voronyezs, a Bitjug, a Hopjor és a Medvegyica.

## Nagyobb városok, kikötők
- Rosztov-na-Donu – a legnagyobb Don-menti város, területi központ, lakóinak száma meghaladja az egymilliót.
- Novomoszkovszk (a folyó forrásánál, Tulai terület)
- Kalacs-na-Donu
- Volgodonszk
- Azov